# Karl Garaventa
Karl Garaventa (* 22. November 1888 in Goldau; † 1965) war ein Schweizer Landwirt und Seilbahnpionier.

## Leben
Karl Garaventa wurde als Sohn des italienischen Auswanderers Giuseppe Garaventa (1836–1917) und der Schweizerin Maria Dorothea Mettler (1855–1916) in Goldau geboren. Nach dem Tod des Vaters übernahm er den familiären Bauernbetrieb in Oberimmensee. Am 18. Juli 1920 erwarb Garaventa das Schweizer Bürgerrecht. Nach einem Unfall mit dem Pferdefuhrwerk übergab Garaventa den Hof seinem Neffen und widmete sich fortan der Holzwirtschaft. Im Auftrag der SBB arbeitete er für die Pflege und Aufforstung des Schutzwaldes an der Rigilehne, der Nordseite des Massivs.
Garaventa entwickelte und baute ab 1928 Seilbahnen zum Holztransport, um dessen Gefahren zu minimieren und die Wirtschaftlichkeit des Holzschlags zu erhöhen. In diesem Rahmen arbeitete er zeitweise bei der Firma R. Niederberger Söhne AG in Dallenwil. Garaventas Firma erstellte zahlreiche Kleinseilbahnen im Einzugsgebiet von Immensee, aber auch in den östlichen Landesteilen. Per 1. Januar 1957 übernahmen Garaventas Söhne Karl Garaventa jun. (1922–1989) und Willy Garaventa (1934–2022) das Unternehmen und gründeten daraus die Kommanditgesellschaft Karl Garaventa's Söhne für Seilbahn- und Maschinenbau in Immensee. Seit 2002 ist die Firma Teil der Doppelmayr/Garaventa-Gruppe, dem Weltmarktführer im Seilbahnbau.